# ژان فیلیپ کراسو
ژان فیلیپ کراسو (انگلیسی: Jean-Philippe Krasso؛ زادهٔ ۱۷ ژوئیهٔ ۱۹۹۷) بازیکن فوتبال اهل فرانسه است.
وی همچنین در تیم ملی فوتبال Ivory Coast U20 بازی کرده‌است.